# Zbirožský potok
Zbirožský potok är ett vattendrag i Tjeckien. Det ligger i den centrala delen av landet, 50 km väster om huvudstaden Prag.